# Орловський Олександр Осипович
Олександр Осипович Орло́вський (пол. Aleksander Orłowski, рос. Александр Осипович Орловский; 1777, Варшава — 1832, Петербург) — польський живописець — баталіст і жанрист.

## Біографія
Олександр Орловський народився в небагатій шляхетській родині у Варшаві. Княгиня Ізабелла Чорторийська, випадково помітивши в майбутньому художнику схильність до малювання, віддала його в науку до живописця Ж. Норблену де ла Гурдену у Варшаві.
Керований патріотизмом і любов'ю до пригод Орловський в 1794 році поступив на службу в польське військо, брав участь у кількох битвах повстання Костюшка і, будучи поранений в одній з них, повернувся до Варшави. Тут він став вести безладне життя і навіть пристав до трупи фокусника. Норблен, цінуючи його артистичне дарування, намагався відхилити його від цих походеньок і знову прийняв у свій будинок. З тієї пори Орловський присвятив себе цілком мистецтву, яке незабаром доставило йому деяку популярність серед варшав'ян.
Потім він провів цілий рік в Литві, переїжджаючи з місця на місце і вивчаючи звичаї місцевого дворянства і народний побут. Після повернення до Варшави, він знайшов покровителя в особі князя Юзефа Понятовського і увійшов в моду у польської аристократії. В 1802 у приїхав до Санкт-Петербурга, де потрапив у милість до великого князя Костянтина Павловича, був поселений при його дворі і своїми малюнками і карикатурами створив собі ім'я в суспільстві.
Щоб ближче познайомитися з Росією, їздив до Москви, Новгорода та до інших територій імперії; подорожував, крім того, по Франції, Італії та Німеччині. В 1809 у за картину «Бівуак козаків» Санкт-Петербурзька академія мистецтв присудила йому звання академіка. В 1819 у він був зарахований до генерального штабу для твору малюнків військових костюмів.

## Творчість
Орловський — талановитий, жвавий, але нестрогий рисувальник, що вмів схоплювати характерні риси зображуваних осіб і фігур і надавати їм рух. Окрім картин, писаних олійними фарбами, які, наприклад, знаходяться в Ермітажі «Козак, що вбиває тигра», «Корови на пасовищі», «Відпочинок мисливців», «Худоба на лузі», «Стадо на пасовищі», «Морський пейзаж» і «Корабельна аварія», Орловський справив незліченну безліч олівцевих, акварельних і креслення пером малюнків, розсіяних в альбомах осіб царської родини та аматорів мистецтва. Багато з цих творів, що зображують переважно козаків, башкир та інших вершників що мчаться, трійки і сцени простонародного життя, були ним самим літографовані.

Орловський згадується в поемі О. С. Пушкіна «Руслан і Людмила»: 
 Бери свій швидкий олівець, 
 Малюй, Орловський, ніч і січу 
 Згадав Пушкін Орловського також в «Подорожі в Арзрум»: 
У кибиток … пасуться потворні, кошлаті коні, знайомі вам по прекрасним малюнкам Орловського. 
Крім того, Орловський згадується в книзі третій «Пана Тадеуша» Адама Міцкевича.
Згадується у Веліжській справі, бо він писав двічі картини зображаючи ритуальне вбивство християнської дитини, у 1822 і у 1823 роках, на замовлення католицької громади міста Веліж на Смоленщині, де з 1817 по 1823 було вбито 9 дітей.